# Дучі
Дучі (лат. Dūči) — селище у Скултській волості Лимбазького краю. Розташоване в центральній частині краю.
Селище розташоване на перехресті автодоріг A1, P53 і V101, на березі річки Мазупіте.
| Латвія | Це незавершена стаття з географії Латвії. Ви можете допомогти проєкту, виправивши або дописавши її. |